# Лучка (Липоводолинский район)
Лучка (укр. Лучка) — село,
Лучковский сельский совет,
Липоводолинский район,
Сумская область,
Украина.
Код КОАТУУ — 5923282801. Население по переписи 2001 года составляло 860 человек.
Является административным центром Лучковского сельского совета, в который, кроме того, входит село
Бухалово.

## Географическое положение
Село Лучка находится на берегу реки Хорол,
выше по течению на расстоянии в 2 км и на противоположном берегу расположено село Русановка,
ниже по течению примыкает село Розбишевка (Гадячский район) Полтавской области.
Река в этом месте извилистая, образует лиманы, старицы и заболоченные озёра.

## История
- Село Лучка известно с XVIII века.
- Самый старый документ о селе Лучка в Центральном Государственном Историческом Архиве Украины в городе Киеве это метрическая книга за 1732[2] год.

## Экономика
- ФГ "Урожай"
- ТОВ "Завод Кобзаренка"

## Объекты социальной сферы
- Детский сад. (Закрыт в 2022 году)
- Школа I—II ст. (Закрыта в 2019 году)